# Ramsau (Niederösterreich)
Ramsau ist eine Gemeinde mit 802 Einwohnern (Stand 1. Jänner 2025) im Bezirk Lilienfeld in Niederösterreich.

## Geografie
Ramsau liegt im Mostviertel in Niederösterreich. Die Fläche der Gemeinde umfasst 54,69 Quadratkilometer. 81,97 Prozent der Fläche sind bewaldet.

### Gemeindegliederung
Das Gemeindegebiet umfasst folgende neun Ortschaften (in Klammern Einwohnerzahl Stand 1. Jänner 2025):
- Fahrabach (18)
- Gaupmannsgraben (49) samt Adamstal und Annental
- Haraseck (39) samt Mariental
- Kieneck (0)
- Oberhöhe (13)
- Oberried (18)
- Ramsau (599)
- Schneidbach (51)
- Unterried (15) samt Siedlung Unterried

Die Gemeinde besteht aus den Katastralgemeinden Fahrabach, Gaupmannsgraben, Haraseck, Kieneck, Oberhöhe, Oberried, Ramsau, Schneidbach und Unterried.

### Nachbargemeinden
|           | Hainfeld                                    | Kaumberg                    |
| Kleinzell | Kompassrose, die auf Nachbargemeinden zeigt | Furth an der Triesting (BN) |
|           | Rohr im Gebirge (WB)                        | Muggendorf (WB)             |

## Geschichte
Ammonitenfunde im Berg neben der Firma „Schmidschrauben“  belegen, dass die gesamte Gegend zur Zeit des Mesozoikums von Ozeanen bedeckt war.
Im Altertum war das Gebiet Teil der Provinz Noricum.
Der Ortsname hat vermutlich slawische Wurzeln und setzt sich aus den beiden Wörtern „Hrom“ (durch Wasser verursachter Lärm) und „Au“ zusammen. Dies bezieht sich auf die gefürchteten Hochwasser im Ramsautal. Eine andere Deutung des Namens geht auf das althochdeutsche hramusa (Bärlauch) und owa (Aue) zurück.
Die erste urkundliche Erwähnung stammt aus dem Jahr 1161, wo die Kirche als Filialkirche von Hainfeld genannt wird.
Im Mittelalter stand im Ort der abgegangene Burgstall Ramsau, der Sitz des Adelsgeschlechts der Ramsauer (1263–1414).
Am Ende des 19. Jahrhunderts wurde Ramsau durch den Bau der Leobersdorfbahn eine beliebte Sommerfrische. Einige Wiener Familien errichteten Villen.

### Einwohnerentwicklung
| Ramsau: Einwohnerzahlen von 1869 bis 2025           | Ramsau: Einwohnerzahlen von 1869 bis 2025 | Ramsau: Einwohnerzahlen von 1869 bis 2025 | Ramsau: Einwohnerzahlen von 1869 bis 2025 | Ramsau: Einwohnerzahlen von 1869 bis 2025 |
| --------------------------------------------------- | ----------------------------------------- | ----------------------------------------- | ----------------------------------------- | ----------------------------------------- |
| Jahr                                                |                                           |                                           |                                           | Einwohner                                 |
| 1869                                                | 1869                                      |                                           | 948                                       | 948                                       |
| 1880                                                | 1880                                      |                                           | 988                                       | 988                                       |
| 1890                                                | 1890                                      |                                           | 1.124                                     | 1.124                                     |
| 1900                                                | 1900                                      |                                           | 845                                       | 845                                       |
| 1910                                                | 1910                                      |                                           | 977                                       | 977                                       |
| 1923                                                | 1923                                      |                                           | 906                                       | 906                                       |
| 1934                                                | 1934                                      |                                           | 912                                       | 912                                       |
| 1939                                                | 1939                                      |                                           | 883                                       | 883                                       |
| 1951                                                | 1951                                      |                                           | 949                                       | 949                                       |
| 1961                                                | 1961                                      |                                           | 905                                       | 905                                       |
| 1971                                                | 1971                                      |                                           | 907                                       | 907                                       |
| 1981                                                | 1981                                      |                                           | 847                                       | 847                                       |
| 1991                                                | 1991                                      |                                           | 954                                       | 954                                       |
| 2001                                                | 2001                                      |                                           | 934                                       | 934                                       |
| 2011                                                | 2011                                      |                                           | 873                                       | 873                                       |
| 2021                                                | 2021                                      |                                           | 828                                       | 828                                       |
| 2025                                                | 2025                                      |                                           | 802                                       | 802                                       |
| Quelle(n): Statistik Austria, Gebietsstand 1.1.2021 |                                           |                                           |                                           |                                           |

## Kultur und Sehenswürdigkeiten
- Katholische Pfarrkirche Ramsau Mariä Empfängnis

## Wirtschaft und Infrastruktur
Nichtlandwirtschaftliche Arbeitsstätten gab es im Jahr 2001 32, land- und forstwirtschaftliche Betriebe nach der Erhebung 1999 52. Die Zahl der Erwerbstätigen am Wohnort betrug nach der Volkszählung 2001 401. Die Erwerbsquote lag 2001 bei 43,46 Prozent.

### Öffentliche Einrichtungen
In Ramsau gibt es einen Kindergarten und eine Volksschule.

## Politik

### Gemeinderat
Der Gemeinderat hat 15 Mitglieder.
- Mit den Gemeinderatswahlen in Niederösterreich 1990 hatte der Gemeinderat folgende Verteilung: 11 ÖVP, 3 SPÖ und 1 FPÖ.
- Mit den Gemeinderatswahlen in Niederösterreich 1995 hatte der Gemeinderat folgende Verteilung: 11 ÖVP und 4 SPÖ.[5]
- Mit den Gemeinderatswahlen in Niederösterreich 2000 hatte der Gemeinderat folgende Verteilung: 12 ÖVP und 3 SPÖ.[6]
- Mit den Gemeinderatswahlen in Niederösterreich 2005 hatte der Gemeinderat folgende Verteilung: 12 ÖVP und 3 SPÖ.[7]
- Mit den Gemeinderatswahlen in Niederösterreich 2010 hatte der Gemeinderat folgende Verteilung: 11 ÖVP, 2 Freie Bürgerliste Ramsau (RAMSAU), 1 Wir sind Ramsau (ÖVP) und 1 SPÖ.[8]

Bei dieser Wahl traten zusätzlich die ÖVP-nahe Liste Wir sind Ramsau (WSR) und die Freie Bürgerliste Ramsau (RAMSAU) mit dem ehemaligen Bürgermeister Ferdinand Reicherstorfer als Spitzenkandidat an. Während SPÖ und ÖVP Sitze verloren, konnten beide Listen in den Gemeinderat einziehen, zusammen erhielten sie rund 25 % der Stimmen.
- Mit den Gemeinderatswahlen in Niederösterreich 2015 hatte der Gemeinderat folgende Verteilung: 8 ÖVP, 6 Stefan Steinacher Gemeinsam für Ramsau und 1 SPÖ.[9]

Bei dieser Wahl verschmolzen die beiden Bürgerlisten zur Liste Stefan Steinacher – Gemeinsam für Ramsau (STEFAN). Diese erreichte 36,8 % der Wählerstimmen und damit 6 Mandate. Die ÖVP Ramsau (L. ÖVP) konnte trotz einem Verlust von 14,1 % ihre absolute Mehrheit mit 8 Mandaten knapp halten, die SPÖ verlor leicht und erhielt ein Mandat. Die FPÖ hatte 2010 nicht kandidiert und verfehlte 2015 mit 2,9 % der Stimmen den Einzug in den Gemeinderat klar.
- Mit den Gemeinderatswahlen in Niederösterreich 2020 hat der Gemeinderat folgende Verteilung: 9 ÖVP, 5 Stefan Steinacher Gemeinsam für Ramsau und 1 SPÖ.[10]

### Bürgermeister
- bis 2006 Ferdinand Reicherstorfer
- 2006–2013 Ewald Kahrer (ÖVP)
- 2013–2016 Raimund Reichel (ÖVP)
- seit 2016 Gertraud Steinacher (ÖVP)

### Wappen
Der Gemeinde wurde 1996 ein Wappen verliehen. Es zeigt eine aus dem Schildfuß wachsende grüne Tanne mit zwei schräggekreuzten silbernen Sensen und einen goldenen Drudenfuß.

## Persönlichkeiten
- Josef Gabler (1824–1902), römisch-katholischer Priester, Hymnologe und Publizist von Kirchenvolksliedern
- Franz Wittmann, sen. (* 1950), Rallyefahrer